# Terzarola
La terzarola è un tipo di cornamusa calabrese sviluppata nelle serre calabresi ed evolutasi dalla zampogna a paru in concomitanza della presenza della Zampogna a chiave.

## Descrizione
La caratteristica che la contraddistingue è l'assenza del bordone in dominante bassa sostituito da un bordone doppio medio in dominante detto "Tiarzu" (terzo) da cui potrebbe derivare il suo nome.
Con questo assetto la zampogna avrebbe un suono più rumoroso che la metterebbe in competizione con la zampogna a chiave modello "romana" o modello "diciuattu" (18).
Ha una cameratura semiconica e si accorda solo con ance doppie.

## Costruttori
- Bruno Tassone detto u Nigaru(1896 - 1975) di Spadola
- Chelinu ’e Ferru